# Damroka Sobiesławicówna
Damroka z Sobiesławiców (zmarła przed 1280) – półlegendarna księżniczka pomorska z dynastii Sobiesławiców, córka Świętopełka II Wielkiego, fundatorka kościoła w Chmielnie.
Postać Damroki znana jest tylko z nekrologów zapisanych w klasztorach w Oliwie i Żukowie. Zapiski te przekazały datę jej śmierci: 25 maja 1223. Historycy sądzą jednak, że data roczna została dodana dopiero przez późniejszych kopistów i ją odrzucają; być może prawdziwa jest data dzienna 25 maja.
Również imię Damroka uważa się za zniekształcone – wysuwa się hipotezy, że w rzeczywistości brzmiało ono Dąbrówka, Dobrawa lub Dobrosława.
O życiu tej księżniczki wiadomo bardzo niewiele. Historyk Błażej Śliwiński wysunął hipotezę, zgodnie z którą była ona córką Świętopełka z drugiej żony. Po śmierci ojca i wojnie między jego dwoma synami, zakończonej śmiercią młodszego – Warcisława (rodzonego brata Damroki) w 1271, zwycięski brat przyrodni Mściwój II miałby odsunąć księżniczkę, umieszczając ją dożywotnio w grodzie w Chmielnie – wprawdzie w centrum swojego księstwa, ale na odludziu.
Damroka jest bohaterką kaszubskiej legendy.
Imię księżniczki Damroki nadano maszynie TBM, która drążyła Tunel pod Martwą Wisłą.

## Literatura
- Błażej Śliwiński, Poczet książąt gdańskich, Gdańsk 1997, ISBN 83-85349-81-2.
- Błażej Śliwiński, Dzieje kasztelanii chmieleńskiej, Chmielno 2000, ISBN 83-909740-1-0.